# 가서일
가서일(加西溢, ?~?)은 고구려의 화공(畵工)이다. 일본 명칭은 고마노 가세이(高麗加西溢)이며, 7세기 초 일본으로 건너가서 말현(末賢), 가기리(加己利)와 함께 쇼토쿠 태자의 명복을 빌기 위한 천수국만다라수장의 제작에 참여하였다.